# Pyromètre

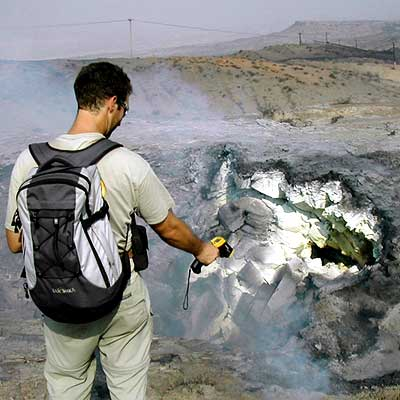
Pyromètre électronique à infrarouge mesurant la température d'une fumerole.

Un pyromètre est un appareil de mesure physique des hautes températures. La mesure pyrométrique est faite dans l'enceinte chauffante ou hors de l'enceinte chauffante. 

## Principes
Les principes de fonctionnement du pyromètre sont :
- la radiation infrarouge émise par l'objet et reçue.
- des radiations visibles émises pour la mesure et la température mesurée de l'objet opaque par la capacité de réflexion des radiations de sa structure atomique.
- la dilatation
  - la dilatation simple (métaux).
  - la dilatation par système bimétal ou trimétal en hélice sur le système de Bréguet.
- la rétractation (argile — pour le système de Pyromètre de Wedgwood —).
- la déformation sur des étalons de mesure dans l'enceinte.
- la résistivité propre de l'objet de mesure (métaux).
- le thermocouple capteur électrique/électronique immergé dans l'objet de la mesure.
- la couleur vue par un opérateur hors enceinte de chauffe, 
  - prenant en référence des teintes de verre pour les pyromètres optiques de coulée (fonte coulée et recuisson).
  - prenant en référence de couleur le fil résistif de l'appareil chauffé par le courant électrique étalonné en température.

## Histoire
Historiquement, la dilatation des étalons a été le premier principe.

La rétractation et l'amollissement de témoins s'y sont ajoutés avec la comparaison des couleurs vues par un opérateur.

Le fil qui disparaît de la vue a été employé dans la période de la maîtrise de l'électricité au début du XXe siècle, la précision est due au calage de l'échelle de mesure, de son étalonnage et de l'habileté de l'opérateur. Son avantage est son faible coût.
Les principes des ondes électromagnétiques utilisées font partie de la période de développement de l'électronique suivant la théorie des quanta et des corps noirs avec leur émissivité dépendant de leur structure, de leur surface et de leur "véritable" température. Ces principes présentent les difficultés habituelles de filtrage des "bruits" de la réception des émissions qui ne sont pas propres à l'objet étudié, quel que soit le domaine d'application, ces difficultés sont inexistantes pour les très hautes températures, amoindries au delà d'environ 1 200 °C, très présentes en dessous.

En même temps est développée la mesure de température appréciée par les fausses couleurs; La thermo-réflectométrie différentiée commence vers 1970 elle permet de faire abstraction du facteur émissivité en utilisant des émissions laser.

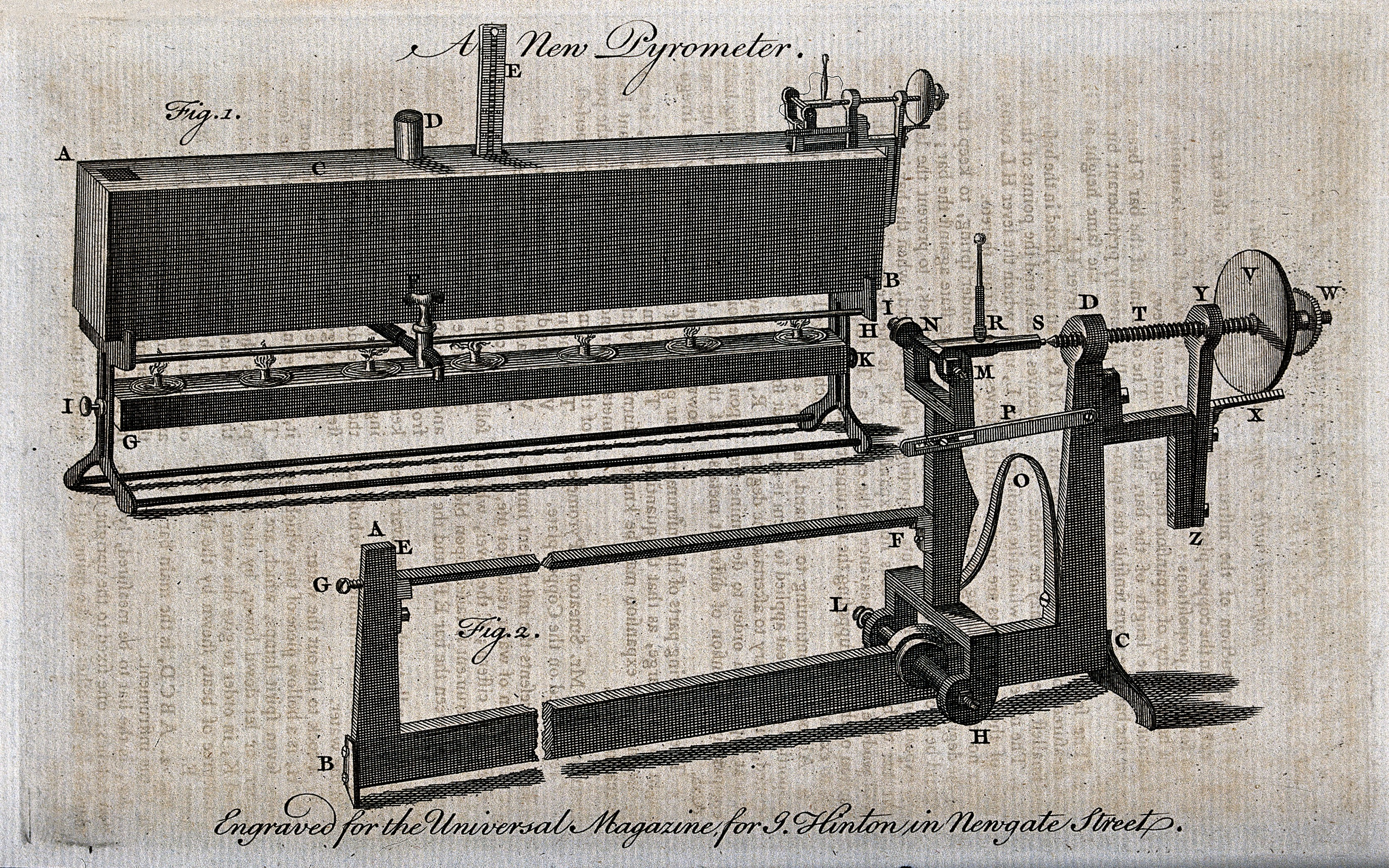
Pyromètre optique à principe de dilatation XVIIe siècle.
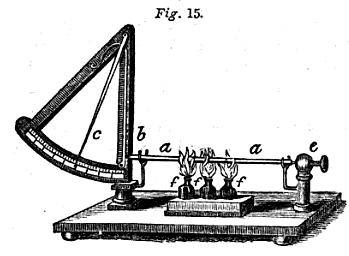
Afficheur de température importante par dilatation de métal, gravure du XIXe siècle.
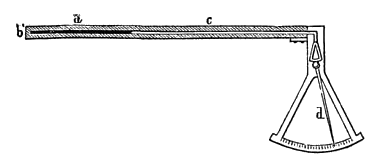
Pyromètre optique à dilatation, gravure du Meyers Konversations-Lexikon en 1885.
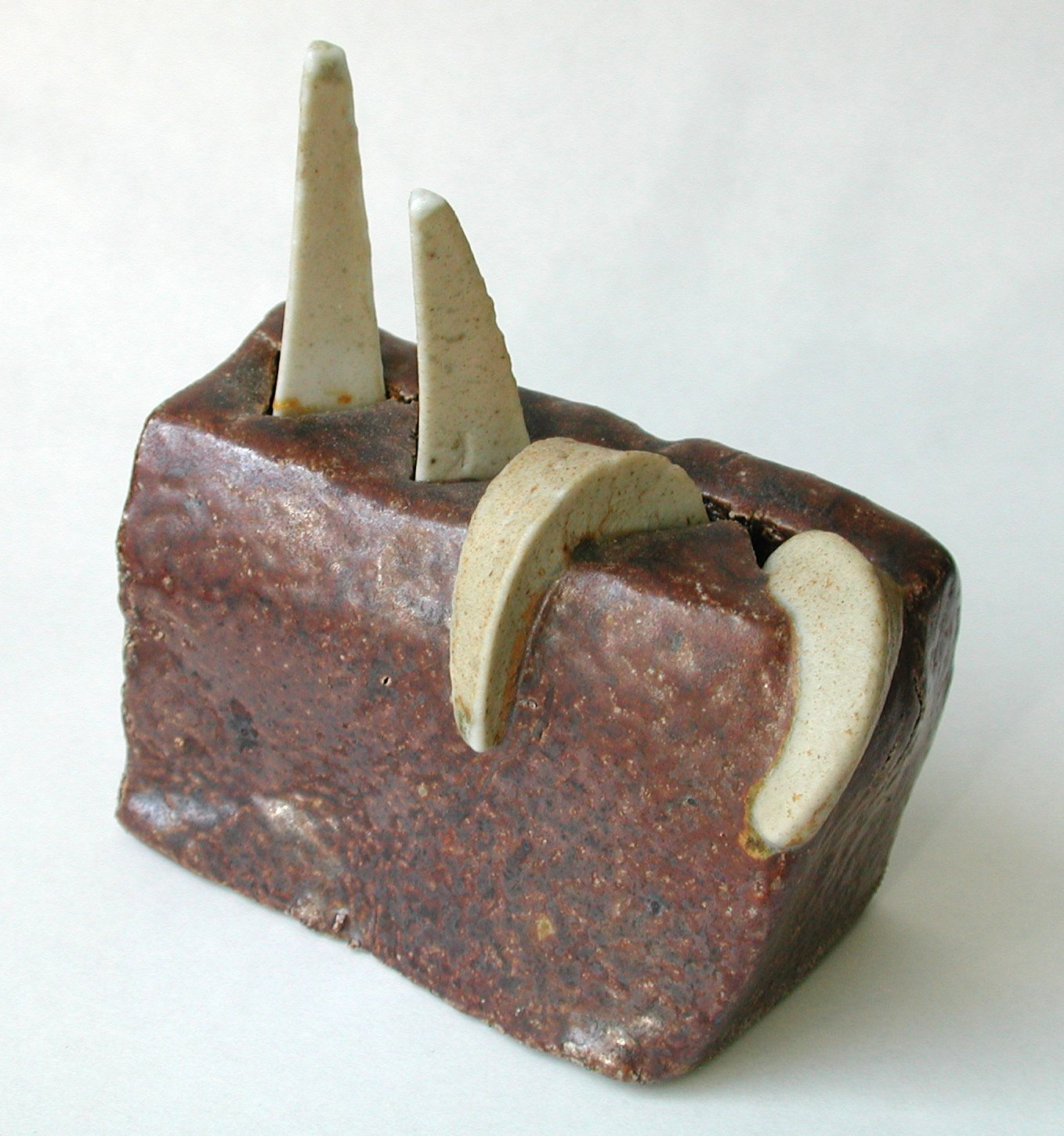
Cônes-témoins pyrométriques à déformation suivant la température usage pour la céramique 1890.
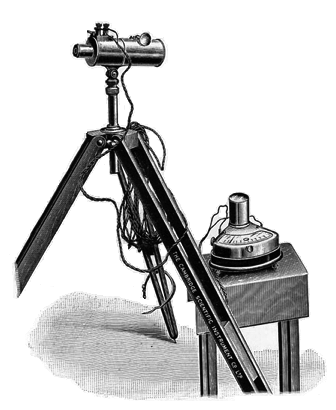
Pyromètre optique Féry de coulée de métal en 1898.
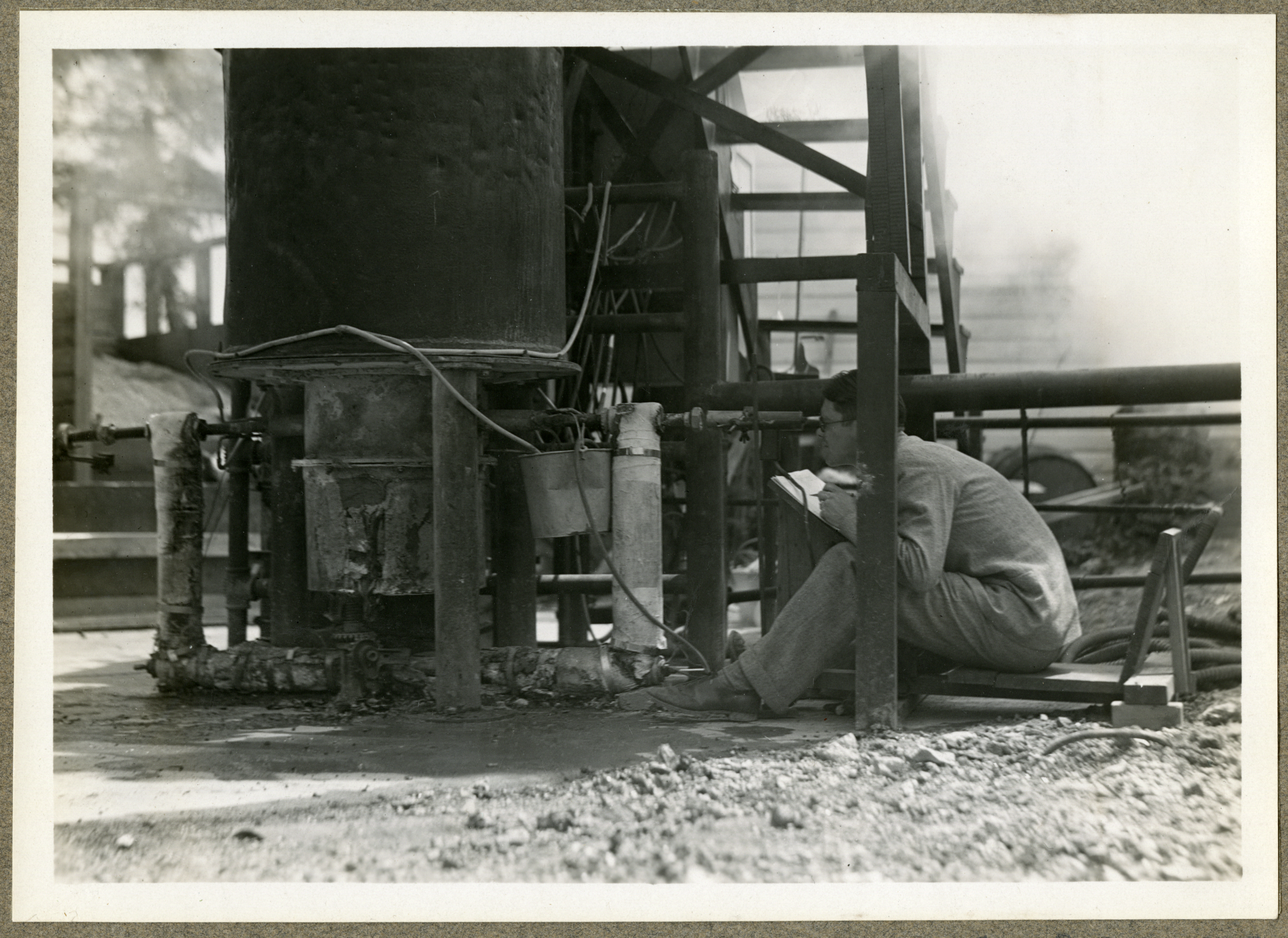
Pyromètre optique en laboratoire de recherche scientifique 1930.
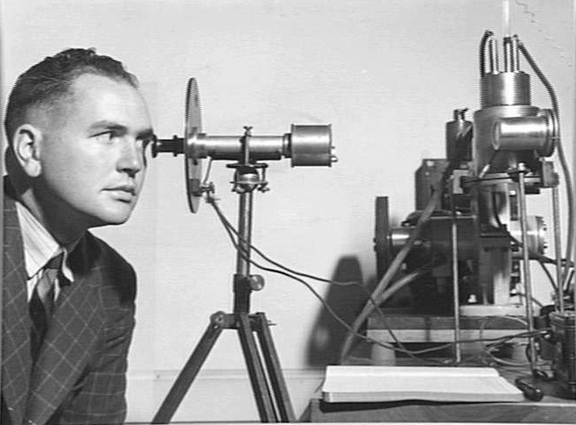
Pyromètre optique Burhop (en) à comparaison de couleur étudiant la fusion nucléaire 1941.
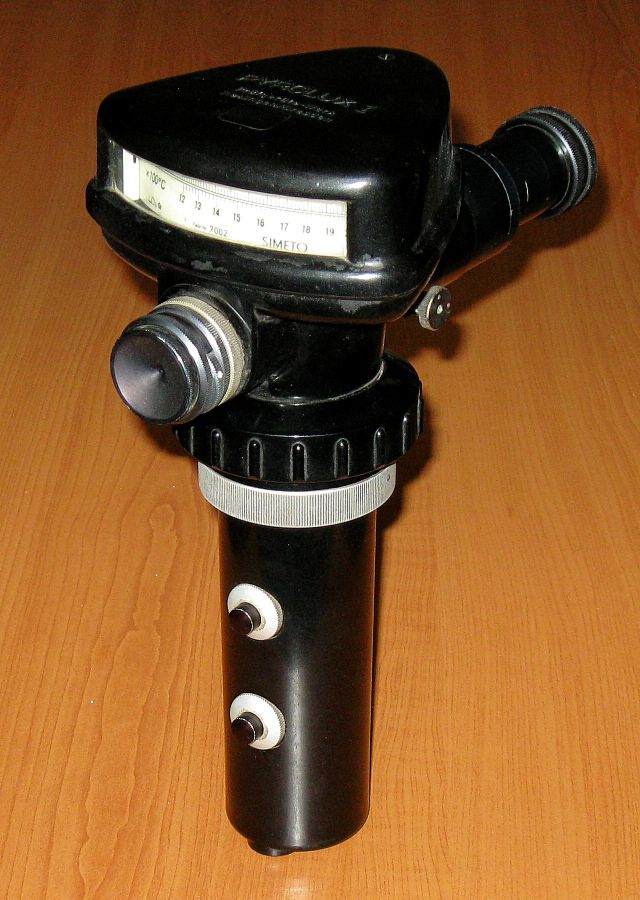
Pyromètre optique à filament électrique A XXe siècle.
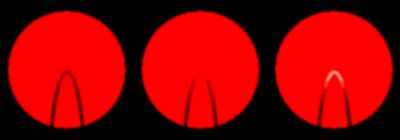
Comparaison optique du filament du pyromètre A.
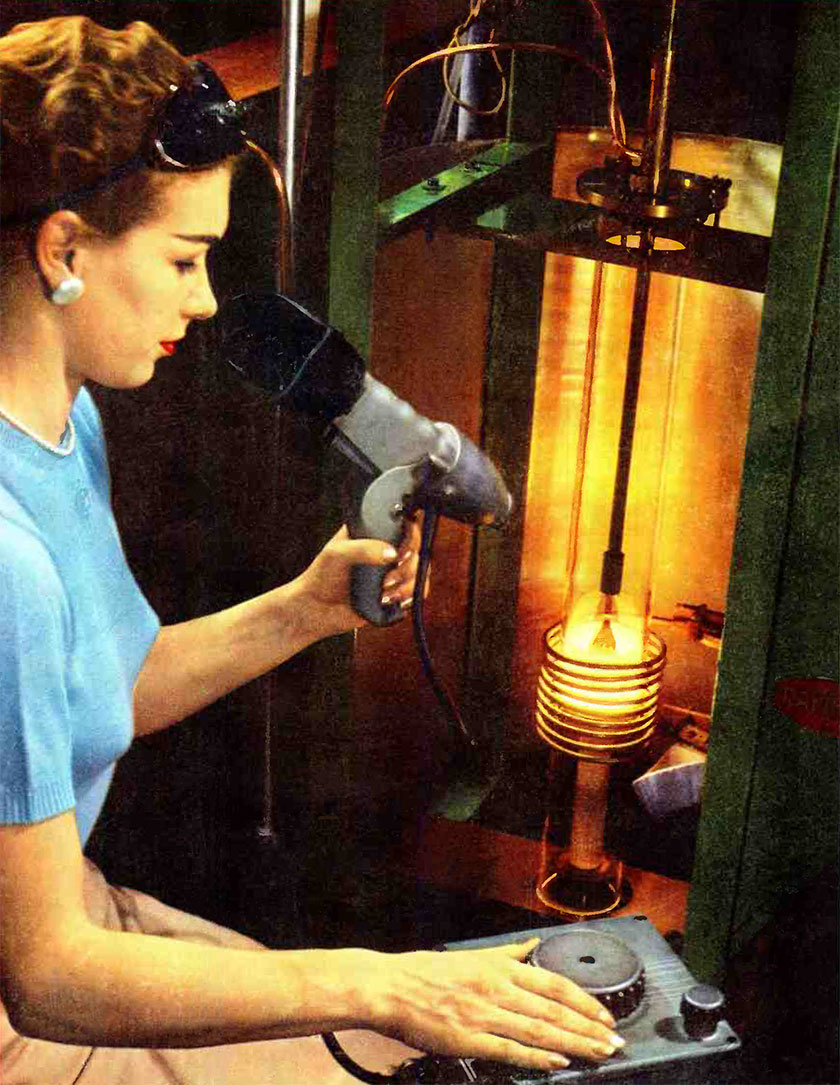
Pyromètre optique à filament de type A pour fabriquer des semiconducteurs silicium 1956.
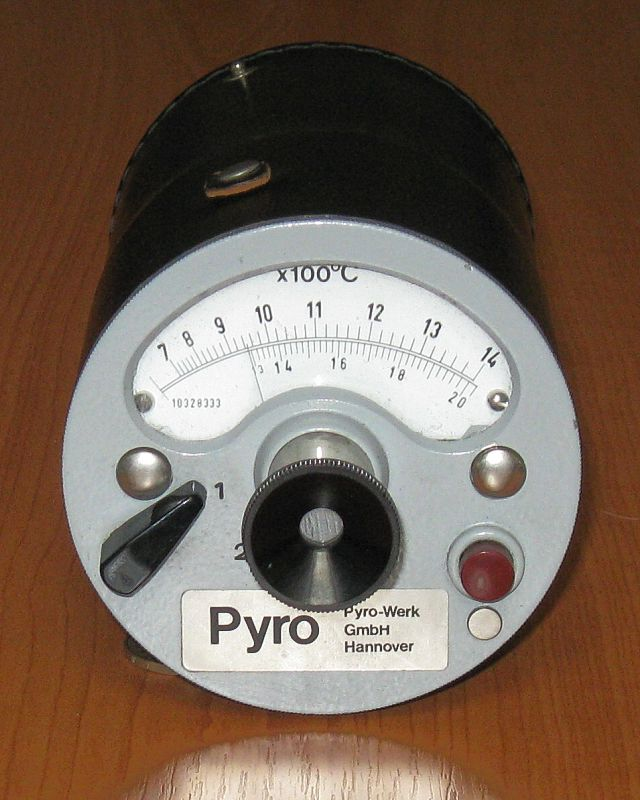
Cadran de pyromètre électronique à infrarouge contemporain.